# Wiener Stadthalle
De Wiener Stadthalle (Nederlands: Weense Stadshal) is een sport- en concerthal gelegen in de Oostenrijkse hoofdstad Wenen. De centrale hal biedt plaats aan 16.000 toeschouwers.
In 1953 werd er begonnen aan de bouw van de Wiener Stadthalle, die vijf jaar in beslag zou gaan nemen. Het ontwerp kwam van de Oostenrijkse architect Roland Rainer. Het complex bestaat uit zes hallen, waarvan Hal D de grootste is. In 1974 werd de Wiener Stadthalle uitgebreid met een openbaar zwembad met een Olympisch Zwembad van 50 m × 25 m, met duiktoren met platforms op 1, 3, 5, 7 en 10 m hoogte, kinderbad 15 m × 6 m en een trainingsbad 50 m × 10 m. Sinds datzelfde jaar wordt hier jaarlijks het ATP-toernooi van Wenen georganiseerd.
Op 6 augustus 2014 maakte de Oostenrijkse openbare omroep bekend dat het de Wiener Stadthalle had uitgekozen als locatie voor het Eurovisiesongfestival 2015. Op 20 augustus 2025 werd bevestigd dat het ook de locatie wordt voor het Eurovisiesongfestival 2026.

## Sportevenementen
- Europese kampioenschappen indooratletiek 1970
- ATP-toernooi van Wenen (1974-heden)
- Wereldkampioenschap ijshockey mannen 1996
- Europese kampioenschappen kortebaanzwemmen 2004
- Wereldkampioenschap ijshockey mannen 2005
- Europees kampioenschap handbal mannen 2010
- Europees kampioenschap volleybal mannen 2011
- Europees kampioenschap handbal mannen 2020

### Sportwedstrijden
- Oefenwedstrijd handbal vrouwen  Oostenrijk -  Zwitserland, 19 november 1977

## Overige evenementen
- Wiener Eisrevue 1958-1973
- Wiener Pferdefest (sinds 1986)
- Eurovisiesongfestival 2015
- Eurovisiesongfestival 2026

## Concerten
- David Bowie - Isolar II – The 1978 World Tour - 2 mei 1978
- Led Zeppelin - Tour Over Europe 1980 - 26 juni 1980
- Queen - Hot Space Tour - 12 en 13 mei 1982
- Queen - The Works Tour - 29 en 30 september 1984
- Queen - Magic Tour - 21 en 22 juli 1986
- David Bowie - A Reality Tour - 29 oktober 2003
- Queen - Queen + Paul Rodgers Tour - 13 april 2005
- Muse - Black Holes and Revelations Tour - 8 december 2006
- Beyoncé - The Beyoncé Experience - 8 mei 2007
- Queen + Paul Rodgers - Rock the Cosmos Tour - 1 november 2008
- Sensation-feest - 2 mei 2009
- Lady Gaga - The Monster Ball Tour - 11 november 2010
- Katy Perry - California Dreams Tour - 27 februari 2011
- Lady Gaga - The Born This Way Ball Tour - 18 augustus 2012
- Justin Bieber - Believe Tour - 30 maart 2013
- Bruno Mars - Moonshine Jungle Tour - 24 oktober 2013
- Miley Cyrus - Bangerz Tour - 10 juni 2014
- Lady Gaga - Artrave: The Artpop Ball - 2 november 2014
- Queen + Adam Lambert - Queen + Adam Lambert Tour 2014-2015 - 1 februari 2015
- Katy Perry - The Prismatic World Tour - 26 februari 2015
- Rihanna - Anti World Tour - 9 augustus 2016
- Shawn Mendes - Illuminate World Tour - 4 mei 2017
- Bruno Mars - 24K Magic World Tour - 3 juni 2017
- Queen + Adam Lambert - Queen + Adam Lambert Tour 2017-2018 - 8 november 2017
- Katy Perry - Witness: The Tour - 4 juni 2018
- Ariana Grande - Sweetener World Tour - 3 september 2019
- Little Mix - LM5: The Tour - 19 september 2019
- Harry Styles - Love on Tour - 19 februari 2021
- Shawn Mendes - Wonder: the World Tour - 28 maart 2022
- Dua Lipa - Future Nostalgia Tour - 23 mei 2022
- The Weeknd - The After Hours Tour - 26 september 2022
- Robbie Williams - XXV Tour - 16&17 maart 2023
- Avril Lavigne - Love Sux Tour - 27 april 2023
- The Smashing Pumpkins - The World is a Vampire Tour - 24 juni 2024
- Lenny Kravitz - Blue Electric Light Tour - 9 maart 2025
- Billie Eilish - Hit Me Hard and Soft: The Tour - 6 juni 2025